# Chi Sa mộc
Chi Sa mộc hay chi Sa mu (danh pháp khoa học: Cunninghamia) là một chi của 1 hoặc 2 loài cây thân gỗ, thường xanh, thuộc họ Hoàng đàn (Cupressaceae). Chúng có nguồn gốc ở khu vực Trung Quốc, Đài Loan và miền bắc Việt Nam, các cây lớn có thể cao tới 50–55 m. Tên gọi khoa học của chi này được đặt theo tên của Dr. James Cunningham, một bác sĩ người Anh đã đưa các loài này vào gieo trồng năm 1702.

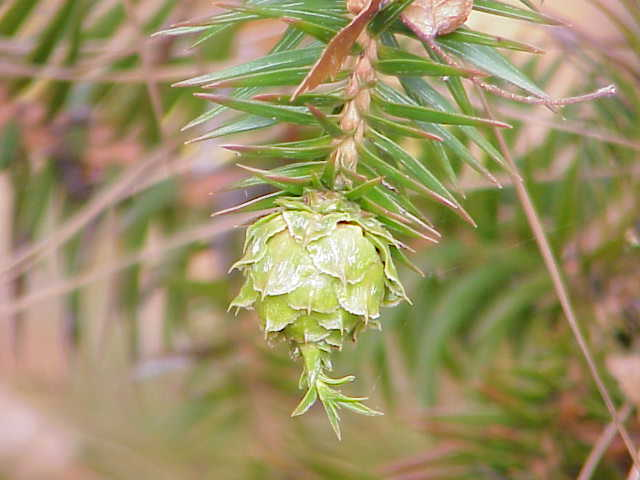
Nón cái của C. lanceolata.

Hình dáng chung của các loài cây này là hình nón với các cành ngang mọc thành tầng, thông thường hơi rủ xuống ở phía đầu cành.
Hai loài này khá giống nhau, và các chứng cứ di truyền học gần đây gợi ý mạnh mẽ cho việc hợp nhất hai loài này thành một. Do C. lanceolata là tên khoa học được công bố đầu tiên nên tên gọi này có ưu thế khi hai loài được hợp nhất. Trong quá khứ, chi này thông thường được xếp trong họ họ Bụt mọc (Taxodiaceae), nhưng họ này hiện nay chỉ được coi là một phần của họ Cupressaceae. Một số ít các nhà thực vật học còn coi nó thuộc về họ riêng của chính nó là Cunninghamiaceae, nhưng điều này ít được công nhận.
Các loài trong chi Cunninghamia có các lá kim với ngạnh mềm, dai như da, cứng, màu xanh lục tới xanh lục-lam, mọc vòng xung quanh thân theo hình cung đi lên; các lá này dài 2–7 cm và rộng 3–5 mm (tại phần gốc lá), và mang hai dải khí khổng màu trắng hay trắng ánh lục ở phía dưới và đôi khi là ở phía trên mặt lá. Tán lá có thể trở thành màu nâu đồng khi thời tiết quá lạnh.
Các nón nhỏ và không dễ thấy khi thụ phấn vào cuối mùa đông, các nón đực mọc thành cụm khoảng 10-30 nón, còn các nón cái mọc đơn lẻ hoặc 2-3 nón cùng nhau.

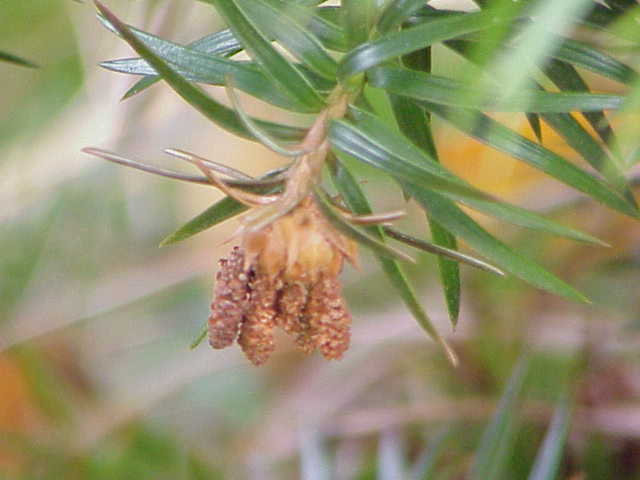
Cụm các nón đực của C. lanceolata

Các nón hạt chín sau 7-8 tháng, dài khoảng 2,5-4,5 cm, hình trứng hoặc hình cầu, với các vảy mọc xoắn; mỗi vảy chứa 3-5 hạt. Chúng thường phát triển nhanh (với chồi sinh dưỡng mọc trên đỉnh của nón) trên các cây do người trồng; nhưng lại hiếm ở cây mọc hoang, và có thể là giống cây trồng được chọn lọc để dễ dàng nhân giống bằng phương pháp sinh dưỡng trong trồng rừng.
Khi cây càng lớn thì thân của nó có xu hướng tạo ra các chồi rễ mút xung quanh gốc, cụ thể là sau khi bị các vết thương ở thân hay rễ, và các chồi rễ mút này sau đó có thể phát triển để tạo thành cây nhiều thân. Vỏ của các thân cây lớn có màu nâu dễ dàng bị lột ra để lộ phần vỏ bên trong màu nâu đỏ.
Gỗ sa mộc là loại gỗ được đánh giá cao tại Trung Quốc, do nó là loại gỗ mềm có hương thơm và khá bền, tương tự như của hồng sam Bắc Mỹ (Sequoia sempervirens) và bách Nhật Bản (Cryptomeria japonica). Cụ thể, nó được dùng sản xuất các loại quan tài cũng như trong xây dựng đền miếu, tại những nơi mà hương thơm được đánh giá cao. Nó cũng được trồng làm cây cảnh trong các công viên và các khu vườn lớn, tại đây thông thường nó cao khoảng 15–30 m.